# カレネロ鉄道
カレネロ鉄道 (Ferrocarril de Carenero) は、ベネズエラのミランダ州バルロベント地方に19世紀末から20世紀半ばまであった鉄道である。カレネロ港とエルグアポを結んだ。

## 歴史
イギリス資本でカレネロに本社を置くカレネロ鉄道海運会社により建設された。着工は1882年で、1888年に34km先のサンホセデリオチコに達した。その後、エルグアポのラエスパニョラ駅まで全通し、延長52kmとなった。
バルロベントで栽培されるカカオなどの農産物を集荷し、カレネロ港から送り出すのが目的であった。カカオはそこから船に積み替えられてベネズエラの主要港に回航されるか、直接ヨーロッパへ運ばれた。
20世紀半ばにベネズエラの輸出農業が不振になり、農村人口が減少すると、廃止された。線路跡は道路になったが、駅舎がいくつか残る。

## 注
1. ↑  Historia del Estado Miranda p97の表から筆者作成。